# Маннар (підрозділ окружного секретаріату)
Підрозділ окружного секретаріату Маннар — підрозділ окружного секретаріату округу Маннар, Північна провінція, Шрі-Ланка. Складається з 48 Грама Ніладхарі.